# Омразата, която сееш
„Омразата, която сееш“ (на английски: The Hate U Give) е американски драматичен филм от 2018 г. на режисьора Джордж Тилман младши, по сценарий на Одри Уелс (която умира в деня преди премиерата на филма), базиран на едноименния роман от 2017 г., написан от Анджи Томас. Филмът е продуциран от Марти Боуен, Уик Годфри, Робърт Тайтъл и Тилман младши и участват Амандла Стенбърг, Реджина Хол, Ръсел Хорнби, Ки Джей Апа, Сабрина Карпентър, Комън и Антъни Маки.
Проектът е обявен на 23 март 2016 г., а кастингът е добавен от август до септември 2017 г. Снимките започват на 12 септември 2017 г. в Атланта, Джорджия.
Премиерата на филма е във международния филмов фестивал в Торонто на 7 септември 2018 г. и е пуснат в Съединените щати на 5 октомври 2018 г. от Туентиът Сенчъри Фокс.